# Leopold Plaschkes
Leopold Plaschkes (geboren 13. März 1884 in St. Pölten, Österreich-Ungarn; gestorben 4. Mai 1942 in Tel Aviv) war ein österreichischer Politiker.

## Leben
Leopold Plaschkes war ein Sohn des aus Nikolsburg stammenden Pferdehändlers Hermann Plaschkes (1858–1935), der sich in der Wiener jüdischen Gemeinde engagierte, und der Rosa Toch. Sein Bruder Siegfried Plaschkes (1886–1964) wurde Arzt. 1886 zog die Familie nach Wien. Plaschkes studierte von 1903 bis 1907 Rechtswissenschaften an der Universität Wien und wurde 1908 promoviert. Er gilt so wie Robert Stricker als Schüler Paul Weisengrüns. Plaschkes wurde Rechtsanwalt und gründete 1915 eine eigene Kanzlei. Er engagierte sich im zionistisch orientierten Teil der Wiener jüdischen Gemeinde und wurde Obmann für Rechtsschutz im Zionistischen Volksverein. 1919 war er ein Mitgründer der zionistischen Wiener Morgenzeitung. Er gehörte von 1919 bis 1928 dem Vorstand der Israelitischen Kultusgemeinde an. Er heiratete Charlotte Trautmann, die sich in der zionistischen Frauenarbeit engagierte, sie hatten zwei Kinder.
Plaschkes wurde 1919 für die Jüdischnationale Partei (JNP) zusammen mit Jakob Ehrlich und Bruno Pollack-Parnau in den Wiener Gemeinderat gewählt, er wurde 1923 für vier Jahre wiedergewählt. In der politischen Gemeinde wurde er ein Förderer des jüdischen SC Hakoah Wien. Wegen einer Auseinandersetzung um das allgemeine Wahlrecht innerhalb der Israelitischen Kultusgemeinde gründeten Stricker und er den „Verband demokratischer Zionisten“, trotz jahrelanger Freundschaft gingen Stricker und er 1932 auseinander, und Plaschkes gründete mit dem Rechtsanwalt Israel Waldmann (1858–1935) den „Verband radikaler Zionisten“, der 1935 in den  Weltverband Allgemeine Zionisten von Nachum Goldmann aufgenommen wurde. Die Verbandszeitschrift Der Jüdische Weg brachte 1934 eine Festnummer zur Würdigung Plaschkes' 50. Geburtstag heraus. Finanziell unterstützt wurde der Verband vom Industriellen Adolf Böhm.
Durch eine schwere Erkrankung behindert führte er nach dem Anschluss Österreichs die nunmehr illegalen Geschäfte der Israelitischen Kultusgemeinde vom Krankenbett im Rothschildspital aus. Noch 1938 emigrierte er in das Völkerbundsmandatsgebiet Palästina, wo er keine Wirkungsmöglichkeit fand. An seiner Bahre sprach Pinchas Rosen im Namen des Verbandes der Einwanderer aus Deutschland und Österreich und Leo Goldhammer schrieb eine Würdigung.

## Schriften (Auswahl)
- Der Wechsel- und Scheckverkehr in Österreich : ein Lehr- und Nachschlagebuch. Stuttgart : Violet, 1911.